# La Dame à la licorne (roman)
Pour les articles homonymes, voir La Dame à la licorne (homonymie).

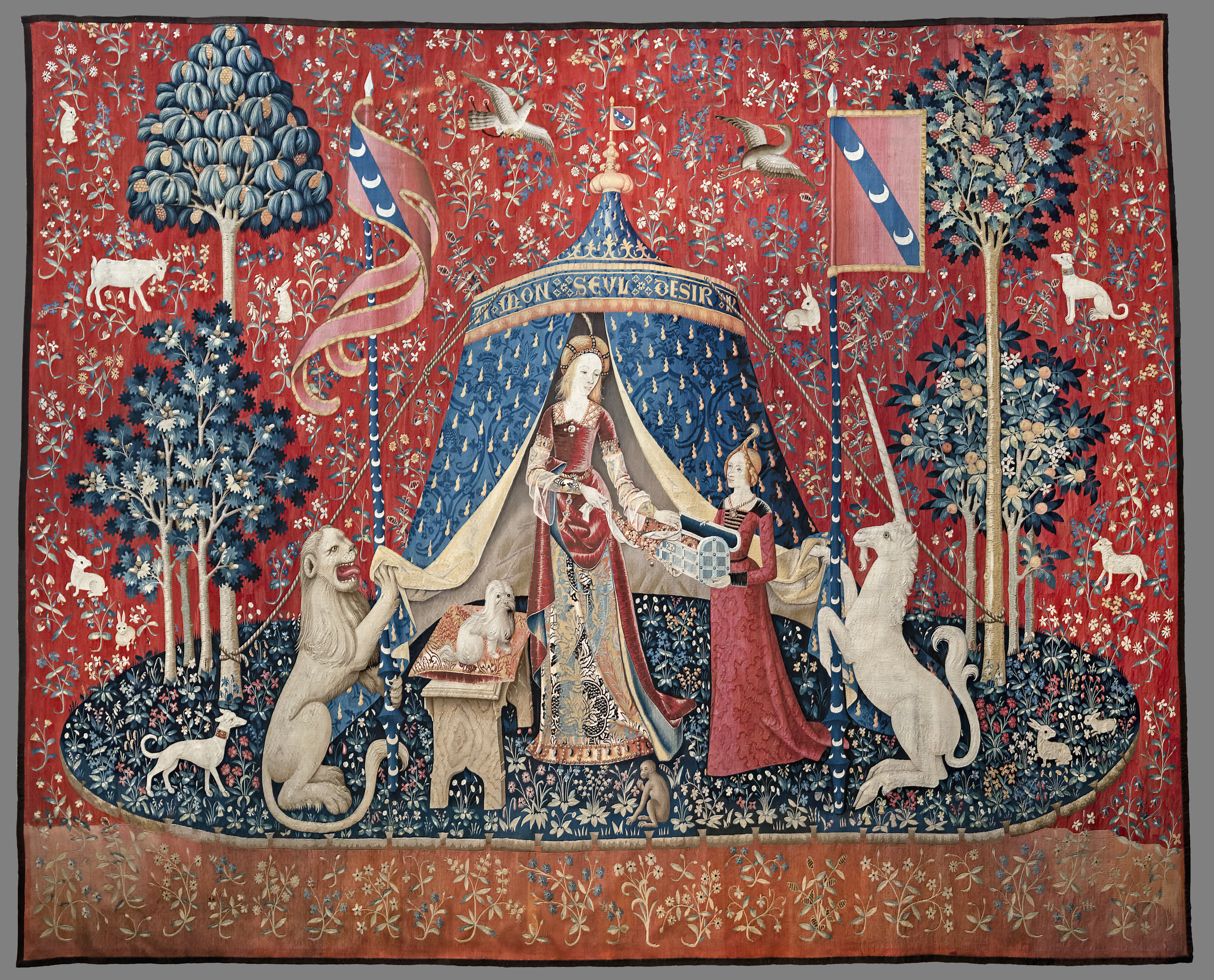

La Dame à la licorne (titre original anglais The Lady and the Unicorn) est un roman historique de l'écrivaine Tracy Chevalier paru en 2003. Il imagine une histoire à partir de la tapisserie médiévale de La Dame à la licorne.

## Synopsis
Situé en France au début du XVIe siècle, le roman s'inspire librement des circonstances historiques de la conception de la tapisserie de la Dame à la licorne pour relater les intrigues amoureuses et politiques entre plusieurs familles, dont celle du commanditaire de la tapisserie. Il imagine ainsi des réponses aux énigmes posées par plusieurs détails de la tapisserie, notamment la question de savoir si les six panneaux représentent la même femme, et quel est le sens de l'expression « À mon seul désir » qui figure sur l'un des panneaux.

## Conception du roman
Pour écrire ce roman, Tracy Chevalier se documente abondamment sur le contexte historique. Elle se rend dans un atelier de tapisserie pour l'occasion. Elle se renseigne sur la technique de tapisserie dite tapisserie mille-fleurs, un type de tapisserie comprenant des arrière-plans très travaillés aux motifs végétaux et animaux, qui a été utilisée pour la Dame à la licorne.

## Histoire éditoriale
The Lady and the Unicorn paraît à New York chez Dutton Adult en 2003. La traduction française, La Dame à la licorne, paraît à Paris chez Quai Voltaire en 2003. Le roman est ensuite réédité chez Gallimard dans la collection Folio en 2005.